# Donna Noble
Donna Noble – postać fikcyjna związana z brytyjskim serialem science-fiction pt. Doktor Who, w którą wcieliła się Catherine Tate. Postać ta była towarzyszką dziesiątego Doktora (David Tennant).
Donna pojawiła się po raz pierwszy w finałowej scenie serii 2, w odcinku Dzień zagłady (2006). Kontynuowała swój występ w odcinku świątecznym pt. Uciekająca panna młoda (2006), po czym zniknęła z serialu. W serii 3 (2007) z Doktorem podróżowała studentka medycyny, Martha Jones. Producent serialu, Russell T. Davies postanowił powrócić jednak w serii 4 (2008) do postaci Donny Noble, a po skończonej serii powraca ona jeszcze w historii Do końca wszechświata (2009-10). Łącznie postać Donny pojawia się w 17 odcinkach, składających się na 13 historii.

## Za kulisami
Jak wskazuje David Tennant w swoim nagraniu dołączonym do zestawu DVD z serią 2, występ Catherine Tate w odcinku Dzień zagłady był utrzymywane w tajemnicy, a jej scena w tym odcinku została nakręcona przy udziale jak najmniejszej ilości członków zespołu produkcyjnego. W nagraniu dołączonym do zestawu DVD z serią 3 Tennant wspomina że wystąpienie to było jednym z niewielu okazji, w którym element zaskoczenia nie został ujawniony przez media. Tate w odcinku Uciekająca panna młoda była pierwszym aktorem gościnnym, którego imię i nazwisko zostało podane w czołówce. Od tego czasu podawanie imion i nazwisk aktorów gościnnych stało się powszechną praktyką. Postać Donny została uznana przez zespół produkcyjny za towarzysza na długo przed ogłoszenie powrotem tej postaci w serii 4.
Początkowo producent wykonawczy, Russell T. Davies zaprzeczał możliwości by Donna stała się stałą towarzyszką, ze względu na jej ciężką osobowość, tłumacząc że „ona działała by wam na nerwy”. W rzeczywistości również nie był zaplanowany powrót Donny, pomimo pierwotnej koncepcji powrotu bardzo dużej ilości postaci w odcinku Skradziona Ziemia, w tym Marthy Jones, kpt. Jacka Harknessa, Sary Jane Smith, Rose Tyler, Jackie Tyler, a także Mickey'ego Smitha, Eltona Pope oraz obsady spin-offu serialu, Torchwood. Davies w początkowym pomyśle na serię 4 chciał stworzyć nową towarzyszkę o imieniu „Penny”, która miałaby z Doktorem dzielić się swoimi uczuciami. Po rozmowie Catherine Tate z dziennikarką, Jane Tranter, w której Tate wyraziła chęć powrotu, Davies przepisał serię 4 pod nią.

## Historia postaci
Donna jest córką Geoffa i Sylvii Noble, oraz wnuczką Wilfreda Motta. Kariera zawodowa Donny opierała się głównie na pracy tymczasowej m.in. w bibliotece. W czerwcu 2007 roku dostała dwie oferty pracy: pełnowymiarowej jako sekretarka w Jival Chowdry lub tymczasowo jako sekretarka w H.C. Clements. Choć pod namową matki wybrała Jival Chowdry, to w wyniku wypadku, który zablokował ruch do tej firmy, wybrała H.C. Clements. W późniejszym czasie okazało się, że wypadek ten spowodowała Donna z alternatywnej linii czasu. W H.C. Clements poznała Lancego Bennetta, w którym stopniowo się zakochiwała i którego namawiała przez bardzo długi czas do małżeństwa.
Po raz pierwszy Donna pojawia się w odcinku Dzień zagłady w tajemniczej scenie w której przebrana jest w suknię ślubną i bez żadnego wyjaśnienia nagle pojawia się w środku TARDIS.
Na samym początku odcinka Uciekająca panna młoda, w której podczas własnego ślubu, w momencie w którym jej ojciec prowadzi ją pod ołtarz, Donna zaczyna promieniować po czym znika. Pojawia się w TARDIS, gdzie wraz z Doktorem nie rozumieją zaistniałej sytuacji. Po scenie kłótni Doktor i Donna przylatują na Ziemię, chcąc powrócić na ślub oraz wytłumaczyć tę sytuację. Jednak TARDIS nie dolatuje pod kościół, a Donna postanawia uciec taksówką, którą okazuje się prowadzić robot przebrany za świętego Mikołaja. Doktor ratuje Donnę, poprzez zabranie jej z tej taksówki. Po zrobieniu tego zabiera ją na dach żeby TARDIS ochłonęło. Po rozmowie o przeszłości Donny, odlatują do miejsca, w którym zaproszeni na ślub Donny i Lancego (chłopaka Donny, z którym miała wziąć ślub) urządzili sobie zabawę weselną. Podczas wesela bombki choinkowe zaczynają strzelać w ludzi, a na uroczystość przychodzą roboty przebrane za świętych Mikołajów. Doktor postanawia się ich pozbyć i wraz z Lance’em jadą do H.C. Clemens, gdzie odkrywają tajemne podziemia. Tam teleportuje się królowa Racnoss i wówczas okazuje się, że Lance jest zaręczony z nią oraz że to on dodawał do codziennej kawy Donny składnika, który sprawił, że ona wcześniej się teleportowała. Donna wraz z Doktorem uciekają do momentu powstania Ziemi i odkrywają, że powstała ona przy ingerencji Racnossów. Po tym powracają do podziemi, gdzie roboty porywają Donnę, natomiast Lance zostaje rzucony w ogromną dziurę. Doktor po raz kolejny ratuje Donnę i powstrzymuje królową Racnoss, natomiast wojsko niszczy jej statek. Doktor odwozi Donnę koło jej domu i proponuje jej dalsze przygody, jednak ona rezygnuje mówiąc że nie chce patrzeć za zniszczenia i śmierć. Po pożegnaniu Doktor odlatuje.
Po spotkaniu Doktora ojciec Donny, Geoff umarł i jej dziadek od strony matki, Wilfred wprowadził się do ich mieszkania. Donna chciała spotkać drugi raz Doktora, dlatego badała niewyjaśnione zdarzenia, mając nadzieję, że uda jej się przy którymś wydarzeniu spotka Doktora, który również będzie badał to samo.
W odcinku Partnerzy w zbrodni okazuje się, że Donna nadal pracuje głównie w pracach tymczasowych, a jej relacje z matką nie są najlepsze, natomiast z dziadkiem utrzymuje bardzo dobre stosunki. Czasami wraz z nim obserwuje gwiazdy przez teleskop. W tym odcinku bada ona firmę Adipose Industries, który produkuje tabletki, które zadziwiająco szybko odchudzają ludzi. Okazuje się, że tę samą sprawę bada również Doktor. Razem próbują powstrzymać panią Foster przed zabiciem wielu ludzi, co w ostateczności się udaje. Donna przy okazji pyta się Doktora czy może z nim lecieć, na co on się zgadza. Przed odlotem nieświadomie ma kontakt z dawną towarzyszką Doktora, Rose Tyler.
Przez czas spędzony z Doktorem, Donna odwiedziła wiele miejsc, takich jak planetę Oodów, największą bibliotekę we wszechświecie czy planetę Północ, na której miała czas by odpocząć. Podróżując poznała też wiele ciekawych postaci jak Agatha Christie czy rodzinę z Pompejów, która ocalała z erupcji Wezuwiusza, a także wiele dawnych towarzyszy Doktora, jak Marthę Jones, Rose Tyler, Sarę Jane Smith, Jacka Harknessa czy Mickey'ego Smitha. Donna przeżyła również wiele traumatycznych przeżyć jak zniszczenie fikcyjnego świata wraz z fikcyjnym mężem i dziećmi w odcinku Las zmarłych czy własna śmierć w alternatywnej linii czasu w odcinku Skręć w lewo.
W historii Skradziona Ziemia / Koniec podróży Donna ratuje się z płonącego TARDIS przy pomocy ręki Doktora, stwarzając przy tym postać kopii Doktora i dostarczając ogromną ilość informacji do swojego mózgu. Dzięki temu ratuje ona pozostałe postacie i niszczy plan Davrosa. Jednak to wydarzenie sprawia, że Doktor jest zmuszony wykasować pamięć Donny dotyczącej jego oraz wspólnych podróży. W momencie, w którym Donna przypomniałaby sobie o Doktorze to jej mózg zacząłby się palić.
W historii Do końca wszechświata Donna na skutek różnych wydarzeń przypomina sobie o Doktorze, któremu udaje się usunąć te wspomnienia. W ostatniej scenie, w której występuje Donna, wychodzi za mąż za Shauna Temple’a, stając się Donną Temple-Noble. Doktor anonimowo dostarcza jej zwycięski los na loterię, aby zapewnić jej przyszłość finansową.

## Występy telewizyjne
| Historia                          | Historia                                  | Data premiery                     | Źródło               |
| Nazwa polska                      | Nazwa oryginalna                          | Data premiery                     | Źródło               |
| Seria 2 (2006)                    | Seria 2 (2006)                            | Seria 2 (2006)                    | Seria 2 (2006)       |
| --------------------------------- | ----------------------------------------- | --------------------------------- | -------------------- |
| Dzień zagłady                     | Doomsday                                  | 8 lipca 2006                      | [ 9 ] [ 17 ]         |
| Odcinek specjalny (2006)          |                                           |                                   |                      |
| Uciekająca panna młoda            | The Runaway Bride                         | 25 grudnia 2006                   | [ 5 ] [ 18 ]         |
| Seria 4 (2008)                    |                                           |                                   |                      |
| Partnerzy w zbrodni               | Partners in Crime                         | 5 kwietnia 2008                   | [ 6 ] [ 19 ]         |
| Ogień z Pompejów                  | The Fires of Pompeii                      | 12 kwietnia 2008                  | [ 14 ] [ 20 ]        |
| planeta Oodów                     | planet of the Ood                         | 19 kwietnia 2008                  | [ 10 ] [ 21 ]        |
| Manewr Sontariański Zatrute niebo | The Sontaran Stratagem The Poison Sky     | 26 kwietnia – 3 maja 2008         | [ 22 ] [ 23 ] [ 24 ] |
| Córka Doktora                     | The Doctor’s Daughter                     | 10 maja 2008                      | [ 7 ] [ 25 ]         |
| Jednorożec i osa                  | The Unicorn and the Wasp                  | 17 maja 2008                      | [ 13 ] [ 26 ]        |
| Cisza w bibliotece Las zmarłych   | Silence in the Library Forest of the Dead | 31 maja – 7 czerwca 2008          | [ 11 ] [ 27 ] [ 28 ] |
| Północ                            | Midnight                                  | 14 czerwca 2008                   | [ 12 ] [ 29 ]        |
| Skręć w lewo                      | Turn Left                                 | 21 czerwca 2008                   | [ 8 ] [ 30 ]         |
| Skradziona Ziemia Koniec podróży  | The Stolen Earth Journey’s End            | 28 czerwca – 5 lipca 2008         | [ 15 ] [ 31 ] [ 32 ] |
| Odcinki specjalne (2008-2010)     |                                           |                                   |                      |
| Do końca wszechświata             | The End of Time                           | 25 grudnia 2009 – 1 stycznia 2010 | [ 16 ] [ 33 ] [ 34 ] |

## Ocena krytyków
Dokonując przeglądu 4 serii Ben Rawson-Jones z Digital Spy wydał opinię, że „sednem doskonałego wystąpienia Catherine Tate jako Donny była skomplikowana fuzja zabawy, przygody, smutku i pragnienia przynależności”. Zauważył on, że fani początkowo byli zaniepokojeni przyjęciem Tate do roli towarzyszki na cały sezon dlatego, że jest to aktorka znana bardziej ze swoich komediowych ról. Według niego przypisali oni sukces aktorki z odcinka Uciekająca panna młoda, gdzie ukazała Donnę jako postać bardziej zuchwałą i hałaśliwą, natomiast w serii 4 w jego opinii była ona bardziej postacią z elementami komediowymi i tendencjami do krzyku. Pochwalił on scenę płaczu Donny z odcinka Ogień z Pompejów, która „dała wizualnie imponującemu odcinkowi bardzo potrzebną głębię”, wrażliwość i emocjonalność na złe traktowanie Oodów w odcinku planeta Oodów, a także jej bardziej „tragiczne” momenty takie jak utrata jej fałszywych dzieci i męża w odcinku Las zmarłych czy „emocjonalna karuzela” w odcinku Skręć w lewo.